# بخش سن-ژان-دنگل
بخش سن-ژان-دنگل (به فرانسوی: Arrondissement de Saint-Jean-d'Angély) یک بخش در فرانسه است که در شرانت-ماریتیم واقع شده‌است.